# Pangrama
Pangrama, ou pantograma, (do grego, pan ou pantós = todos, + grama = letra) é uma frase em que são usadas todas as letras do alfabeto de determinada língua.

## Origem
Os pangramas surgiram junto com a tipografia, sendo um meio rápido de avaliar o efeito visual de uma fonte e uma forma de exercício para novatos no ofício.
Um pangrama eficiente deve usar todas as letras do alfabeto com o mínimo de palavras. Obviamente, as letras podem se repetir. Na língua portuguesa, o ideal seria que contivesse também os sinais gráficos, a cedilha, o til e todos os acentos gráficos, mas não é obrigatório.
A criação de pangramas pode ser um passatempo divertido, que demanda criatividade e conhecimento da língua.

## Exemplos de pangramas

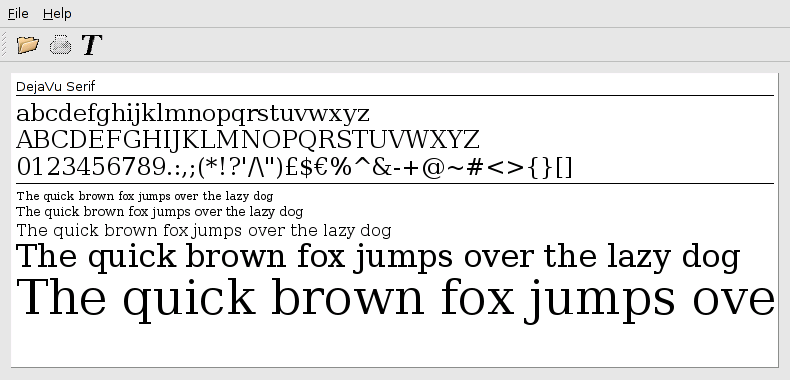
The quick brown fox jumps over the lazy dog

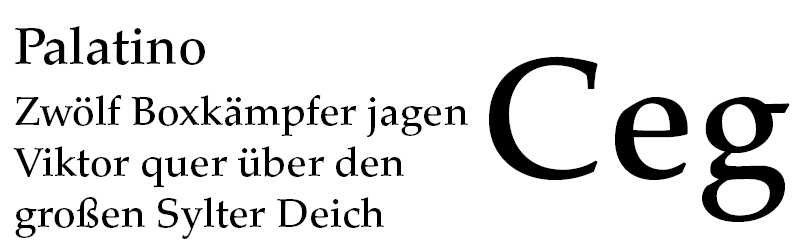
Zwölf Boxkämpfer jagen Viktor quer über den großen Sylter Deich

Menores pangramas conhecidos em português:
- Quem traz CD, LP, fax, engov e whisky JB? (29 letras)
- Jane quer LP, fax, CD, giz, TV e bom whisky.[2] (30 letras)
- TV faz quengo explodir com whisky JB. (30 letras)
- Vejo xá gritando que fez show sem playback. (35 letras)
- Todo pajé vulgar faz boquinha sexy com kiwi. (36 letras)
- Vi que ex-janota gordo fez show com playback. (36 letras)
- Já fiz vinho com toque de kiwi para belga sexy. (37 letras)
- Bancos fúteis pagavam-lhe queijo, whisky e xadrez. (41 letras)

Pangramas que não utilizam as letras k, w e y (antes do Novo Acordo Ortográfico, essas letras não eram formalmente contadas como parte do alfabeto):
- Jovem ex-quenga picha frase da Blitz. (30 letras)
- Blitz prende ex-vesgo com cheque fajuto. (33 letras)
- Jovem craque belga prediz falhas no xote. (34 letras)
- Um pequeno jabuti xereta viu dez cegonhas felizes. (42 letras)
- Gazeta publica hoje breve nota de faxina na quermesse. (46 letras)

Pangramas que incluem diacríticos:
- Juiz faz com que whisky de malte baixe logo preço de venda. (47 letras, inclui apenas cedilha)
- Zebras caolhas de Java querem mandar fax para moça gigante de New York. (58 letras, inclui apenas cedilha)
- Dê já multa ao punk sexy que fez viação chegar à web. (41 letras, inclui exemplos de cada acento, mas não exemplos de todas as letras acentuadas)
- Li que ex-juíza turca vê fãs à beça em show de punk gay. (43 letras, inclui exemplos de cada acento, mas não exemplos de todas as letras acentuadas)
- Vejo galã sexy pôr quinze kiwis à força em baú achatado. (45 letras, inclui exemplos de cada acento, mas não exemplos de todas as letras acentuadas)
- Gênio voyeur só produz texto com cachaça, queijo, waffle e kebab à mão. (56 letras, inclui exemplos de cada acento, mas não exemplos de todas as letras acentuadas)
- Pangramas à beça jazem no sótão da memória-dervixe do faquir helênico.[4] (58 letras, inclui exemplos de cada acento, mas não exemplos de todas as letras acentuadas)
- Só juíza chata não vê câmera frágil e dá kiwi à ré sexy que pôs ações em baú. (59 letras, incluindo todas as letras acentuadas)
- Ré só que vê galã sexy pôr kiwi talhado à força em baú põe juíza má em pânico. (60 letras, incluindo todas as letras acentuadas)
- João: “Vá às favas, judas, zerê caquético!”; Noé: “Eu? —Vá você, pinguço, linguinha, xibimba!.[5] (65 letras, inclui exemplos de cada acento, mas não exemplos de todas as letras acentuadas)
- Luís argüia à Júlia que «brações, fé, chá, óxido, pôr, zângão» eram palavras do português. (68 letras, incluindo todas as letras acentuadas, incluindo U com trema)
- A famosa Kelly comeu pão infetado com arroz que o Barriga jantou vendo o filme da Wehrmacht xexelenta. (85 letras, apenas o til como diacrítico)
- À noite, vovô Kowalsky vê o ímã cair no pé do pinguim queixoso e vovó põe açúcar no chá de tâmaras do jabuti feliz. (90 letras, incluindo todas as letras acentuadas)

Pangramas em línguas estrangeiras:
- Em espanhol:
  - David exige plazo fijo, embarque truchas y niños New York.
  - El veloz murciélago hindu comia feliz cardillo y kiwi.
  - Benjamín pidió una bebida de kiwi y fresa. Noé, sin vergüenza, la más exquisita champaña del menú.
- Em italiano:
  - Pranzo d'acqua fa volti sghembi.
  - Quel fez sghembo copre davanti.
- Em inglês:
  - The quick brown fox jumps over the lazy dog.
  - The five boxing wizards jump quickly.
  - Waltz, bad nymph, for quick jigs vex.
  - Sphinx of black quartz, judge my vow.
  - The five boxing wizards jump quickly.
- Em japonês: embora a ortografia típica use kanji (logogramas), os pangramas podem ser feitos usando cada kana, ou caractere silábico. O Iroha é um exemplo clássico de pangrama perfeito em escrita não latina.
- Em francês: Portez ce vieux whisky au juge blond qui fume.
- Em alemão: Zwölf Boxkämpfer jagen Viktor quer über den großen Sylter Deich.
- Em polaco: Stróż pchnął kość w quiz gędźb vel fax myjń.
- Em russo:
  - Съешь ещё этих мягких французских булок, да выпей же чаю ("Coma mais um pouco desses pãezinhos franceses macios e beba um pouco de chá").
  - В чащах юга жил бы цитрус? Да, но фальшивый экземпляр! ("Um citrus viveria nas selvas do sul? Sim, mas uma espécie falsa").

## Palavras cruzadas

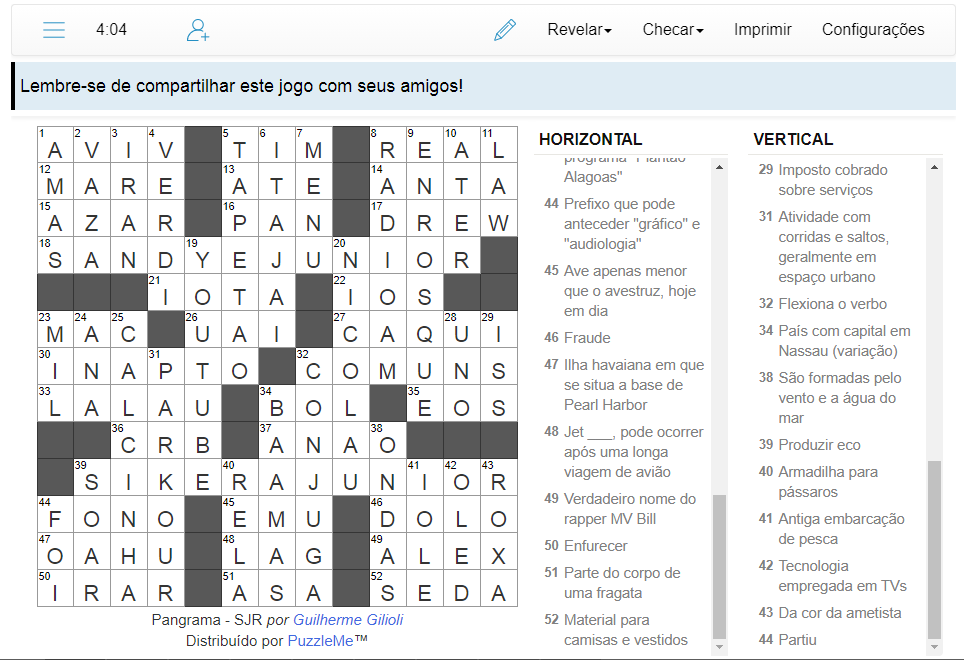
Exemplo de pangrama em palavras cruzadas

A palavra pangrama também pode se referir a um problema de palavras cruzadas em que todas as letras do alfabeto são utilizadas.